# Kitob
Kitob (uzb. cyr.: Китоб; ros.: Китаб, Kitab) – miasto w południowo-wschodnim Uzbekistanie, w wilajecie kaszkadaryjskim, nad rzeką Oqsuv, siedziba administracyjna tumanu Kitob. W 1989 roku liczyło ok. 12,9 tys. mieszkańców. Ośrodek przemysłu włókienniczego.
Miejscowość otrzymała prawa miejskie w 1976 roku.